# First
«First» es una canción de la actriz y cantante estadounidense Lindsay Lohan, tomada de su álbum debut, Speak (2004). Fue lanzado como el tercer y último sencillo del álbum el 10 de mayo de 2005. La canción fue lanzada para ayudar a promover la película de Lohan, Herbie: Fully Loaded, en la que aparece en la banda sonora. La canción no logró graficar en los Estados Unidos, pero funcionó bien en otros países como Taiwán.

## Antecedentes
Kara DioGuardi y Cory Rooney, quienes escribieron y produjeron el primer sencillo de Lohan, participaron en las voces de fondo para la canción. «First» cuenta la historia de una niña que quiere ser la primera en la mente de su novio. Sin embargo, en el contexto de la película, es tomado como querer ser la primera en terminar una carrera de coches. Algunos comentaristas han interpretado el sentido de la canción en un doble sentido para los adultos oyentes, que deseaban el orgasmo antes que su pareja durante el sexo. Sin embargo, cuando se le preguntó por ello en David Letterman si este es el caso, ella sonrió y dijo:

Yo realmente prefiero que se vengan al mismo tiempo.. -Lindsay Lohan

"Speak", la pista del título de su álbum, iba a ser lanzado originalmente como el tercer sencillo. Angela Robinson, directora de Herbie, miró el álbum de Lohan para ver si podía encontrar una pista que pudiera ser incorporada en la película. Ella disfrutó escuchando "First" y se acercó a Lohan sobre su lanzamiento como el siguiente sencillo. A pesar de que la canción se trata de querer ser la primera persona en la vida de un novio, en el contexto de la película, sin embargo, se considera como querer terminar primero en una carrera de coches.

## Recepción
"First" fue lanzado el 25 de junio de 2005 en Norteamérica y el 8 de agosto en Europa. La canción falló al graficar en el Billboard Hot 100 o en el Bubbling Under Hot 100. Sin embargo, tuvo éxito en muchos otros países. La canción figura en el top 10 de Taiwán e Indonesia. La canción figuró en el #31 en Australia, justo perdiendo por un punto en el ARIA Charts.
También figuró en el puesto #41 en el Top 100 en Suiza y en el #74 en el Media Control Charts de Alemania.

## Video musical
El vídeo musical fue grabado en mayo de 2005 y estuvo dirigido por Jake Nava, quien además estuvo a cargo de la dirección de los videos musicales para los dos sencillos anteriores de Lohan. En el video se muestran imágenes de la película Herbie: A tope y también a Lohan cantando con su banda en diferentes tomas. El video fue estrenado en el programa de televisión, TRL.

## Promoción
Lohan presentó la canción en el evento Wango Tango 2005 de la emisora radial KIIS-FM 102.7. Además de interpretar la canción principal del álbum, «Speak».

## Formatos y lista de canciones
| CD sencillo - Descarga digital |                                     |          |  |
| N.º                            | Título                              | Duración |  |
| 1.                             | «First» (Main Version)              | 03:29    |  |
| 2.                             | «Symptoms of You» (Bonus Exclusive) | 02:56    |  |

| Maxisencillos - Descarga digital |                                                   |          |  |
| N.º                              | Título                                            | Duración |  |
| 1.                               | «First» (Main Version)                            | 03:29    |  |
| 2.                               | «Symptoms of You» (Bonus Exclusive)               | 02:56    |  |
| 3.                               | «Rumors» (The Sharp Boys Club Gossip Vocal Remix) | 07:23    |  |
| 4.                               | «First» (Instrumental)                            | 03:28    |  |

## Posicionamientos
| Listas (2005)                   | Mejor Posición |
| ------------------------------- | -------------- |
| Australia (ARIA)                | 31             |
| Alemania (Media Control Charts) | 74             |
| Suiza (Swiss Hitparade)         | 41             |
| Ucrania (Tophit)                | 2              |